# Rasseln 2 (Mönchengladbach)

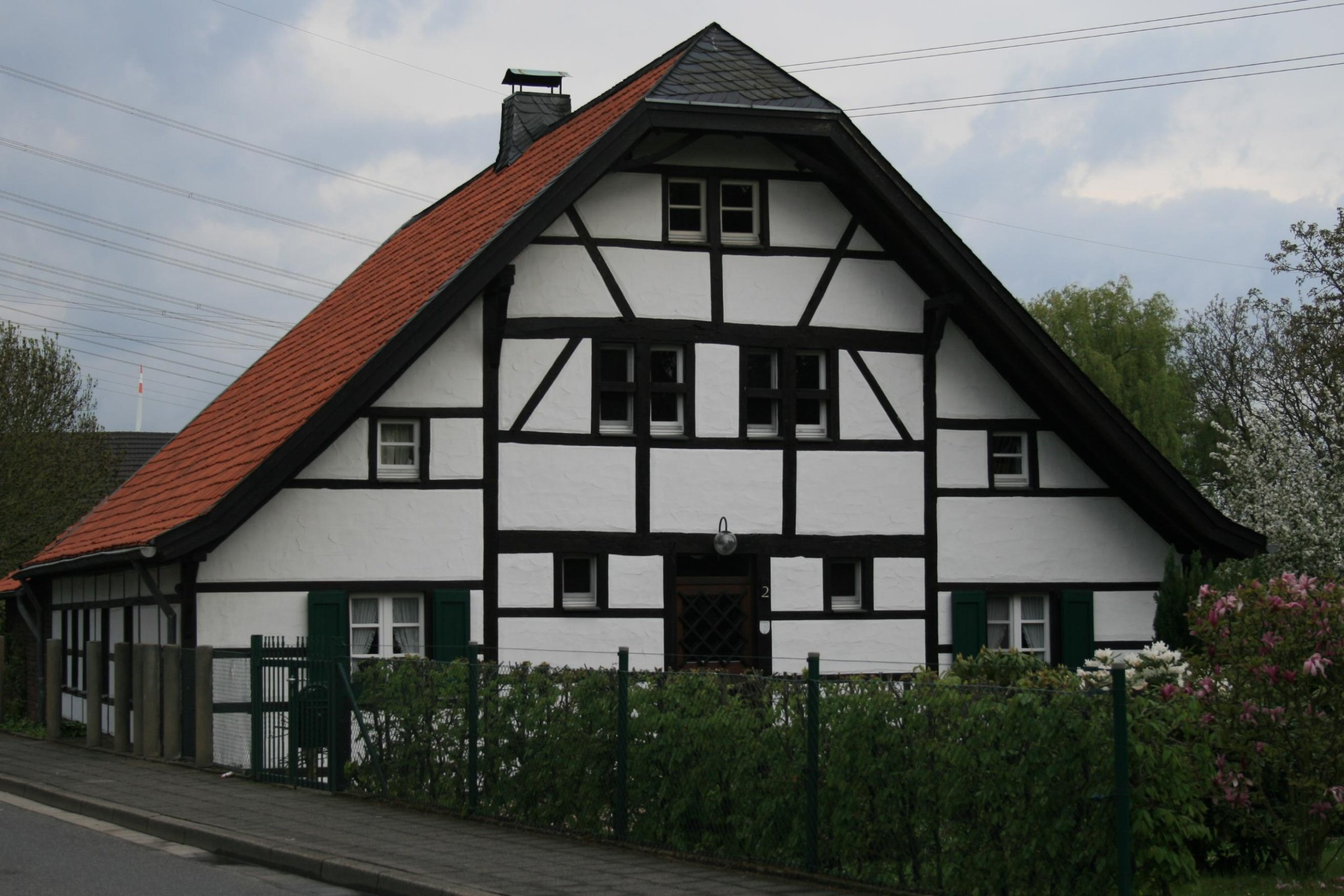
Wohnhaus (2010)

Das Wohnhaus Rasseln 2 steht im Stadtteil Rasseln in Mönchengladbach (Nordrhein-Westfalen).
Das Fachwerkhaus wurde im 18. Jahrhundert erbaut. Es wurde unter Nr. R 003 am 4. Dezember 1984 in die Denkmalliste der Stadt Mönchengladbach eingetragen.

## Architektur
Die Hofanlage Rasseln 2 besteht aus einem etwas schräg zur Straße angelegten Wohn-/Stallgebäude, längsaufgeschlossen, mit Krüppelwalmdach. Das aus dem 18. Jahrhundert stammende Gebäude ist traufenständig und liegt etwa ¾ m unter der jetzigen Straßenhöhe.